# Faldistorium

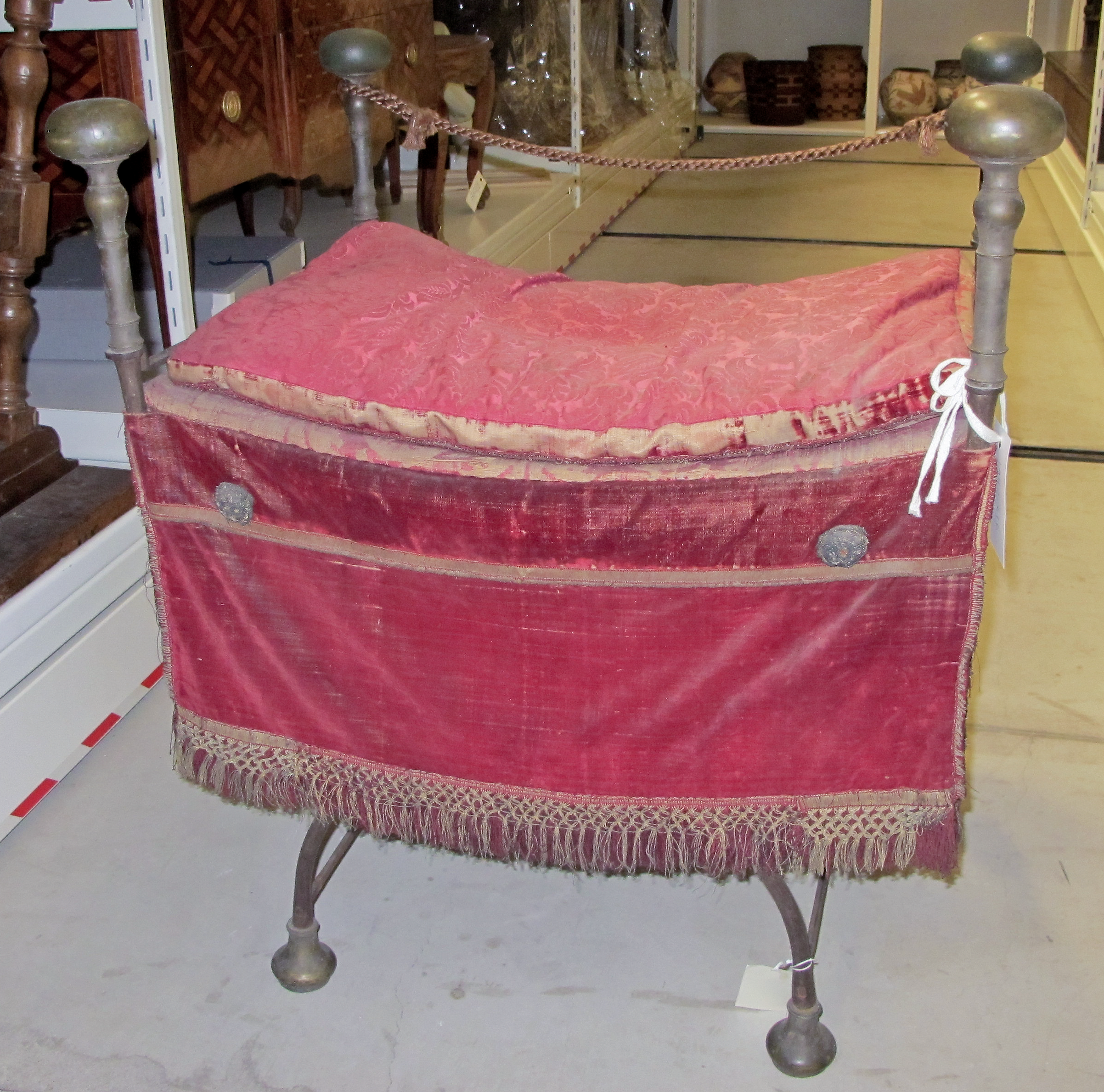

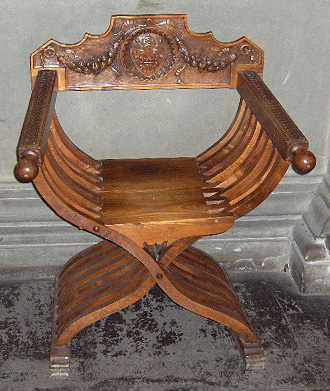

Das Faldistorium (latinisiert von althochdeutsch falden und stuol; auch faldi(e)sto(a)lium) oder Faltstuhl ist ein bischöfliches Würdenzeichen (Insigne). Es ist ein Bischofsstuhl mit paarweise gekreuzten Beinen und Armlehnen, aber ohne Rückenlehne. Er steht üblicherweise an der Epistelseite, also rechts vom Altar.
Ein solcher Stuhl war in der Antike und bis ins späte Mittelalter hinein ein hervorgehobener Sitz für geistliche und weltliche Würdenträger und Herrscher. Im späten Mittelalter (14. Jahrhundert) wurde die Kathedra für den Ortsbischof üblich. Seit dem 16. Jahrhundert sind beide nebeneinander bezeugt. Der Faldistorium galt im Rang nieder und wurde der Sitz für ortsfremde Bischöfe, für Weihbischöfe und infulierte Äbte. Es galt als besondere Ehrung, wenn ein solcher Bischof auf der Kathedra Platz nehmen durfte. Der Ortsbischof verwendete das Faldistorium bei Totenmessen, der Karfreitagsliturgie, der Chrisammesse, Weihen und Firmungen. Bei der eucharistischen Anbetung diente es seit dem späteren Mittelalter dem knienden Bischof zum Aufstützen der Arme.
Im nach dem Zweiten Vatikanischen Konzil reformierten Caeremoniale Episcoporum von 1984 ist das Faldistorium nicht mehr vorgesehen. Er wird nur noch in der Form des römischen Ritus nach dem Missale von 1962 gebraucht.